# Amt Ennigloh
Das Amt Ennigloh war ein Amt im Kreis Herford in Nordrhein-Westfalen. Im Rahmen der nordrhein-westfälischen Gebietsreform wurde das Amt zum 1. Januar 1969 aufgelöst. Historische Vorläufer des Amtes waren die Mairie Bünde in der Franzosenzeit sowie das Amt Bünde.

## Kanton und Mairie Bünde
Das Gebiet des späteren Amtes gehörte bis zur Franzosenzeit zu Minden-Ravensberg. Nachdem die Minden-Ravensberg 1807 an das Königreich Westphalen gefallen war, wurden neue Verwaltungsstrukturen nach französischem Vorbild geschaffen. Dabei wurde im Distrikt Bielefeld im Departement der Weser des Königreichs auch der Kanton Bünde gebildet, der unter anderem Bünde, Hiddenhausen und Rödinghausen umfasste. 1808 wurde der Kanton aufgrund seiner hohen Bevölkerungszahl in die beiden Munizipalitäten Bünde und Hiddenhausen untergliedert. Der gesamte Kanton hatte im Jahr 1808 10.140 Einwohner.
Mit der Annexion großer Teile Norddeutschlands durch Napoleon Bonaparte fiel 1811 auch das gesamte Gebiet des Kantons Bünde an Frankreich. Im Arrondissement Minden des französischen Départements der oberen Ems wurde ein vergrößerter Kanton Bünde gebildet, der in vier Mairien (Bürgermeistereien) gegliedert war:
- Mairie Bünde, mit Bünde, Ahle, Dünne, Ennigloh, Holsen, Hüffen,  Hunnebrock, Muckum, Spradow und Werfen
- Mairie Hiddenhausen, mit Hiddenhausen, Eilshausen, Lippinghausen und Oetinghausen
- Mairie Kirchlengern, mit Kirchlengern, Häver, Quernheim und Südlengern,
- Mairie Rödinghausen, mit Rödinghausen, Bieren, Ostkilver, Schwenningdorf und Westkilver

Nach der napoleonischen Niederlage fiel Minden-Ravensberg 1813 zurück an Preußen. Das Gebiet des Kantons Bünde wurde zunächst dem Generalgouvernement zwischen Weser und Rhein unterstellt und kam 1816 zum Kreis Bünde. Die Bürgermeistereien aus der Franzosenzeit dienten als Grundlage der Verwaltungsgliederung des neuen Kreises. Die drei ehemaligen Mairien Bünde, Hiddenhausen und Rödinghausen bildeten den Verwaltungsbezirk Bünde. Seit der Auflösung des Kreises Bünde im Jahre 1832 gehörte der Verwaltungsbezirk Bünde zum Kreis Herford.

## Das Amt Bünde
Im Rahmen der Einführung der westfälischen Landgemeinde-Ordnung von 1841 wurden aus dem Verwaltungsbezirk Bünde die drei Ämter Bünde, Hiddenhausen und Rödinghausen gebildet, deren Abgrenzung den gleichnamigen Mairien der Franzosenzeit entsprach. Zum Amt Bünde gehörten somit die Titularstadt Bünde, die Landgemeinden Ahle, Dünne, Ennigloh, Holsen, Hüffen, Hunnebrock, Muckum, Spradow, Südlengern und Werfen sowie der Gutsbezirk Steinlake.
Das Amt Bünde wurde zunächst mit dem Amt Rödinghausen in Personalunion verwaltet. 1851 wurden die Ämter Bünde und Rödinghausen auch formal zu einem Amt zusammengeschlossen. 1865 wurden die beiden Ämter Bünde und Rödinghausen wieder getrennt, allerdings noch bis 1888 in Personalunion verwaltet.

## Amt Ennigloh
Die Titularstadt Bünde erhielt 1902 das volle Stadtrecht gemäß der westfälischen Städteordnung und schied dadurch aus dem Amt Bünde aus. Das verbleibende Amt wurde in Amt Ennigloh umbenannt.

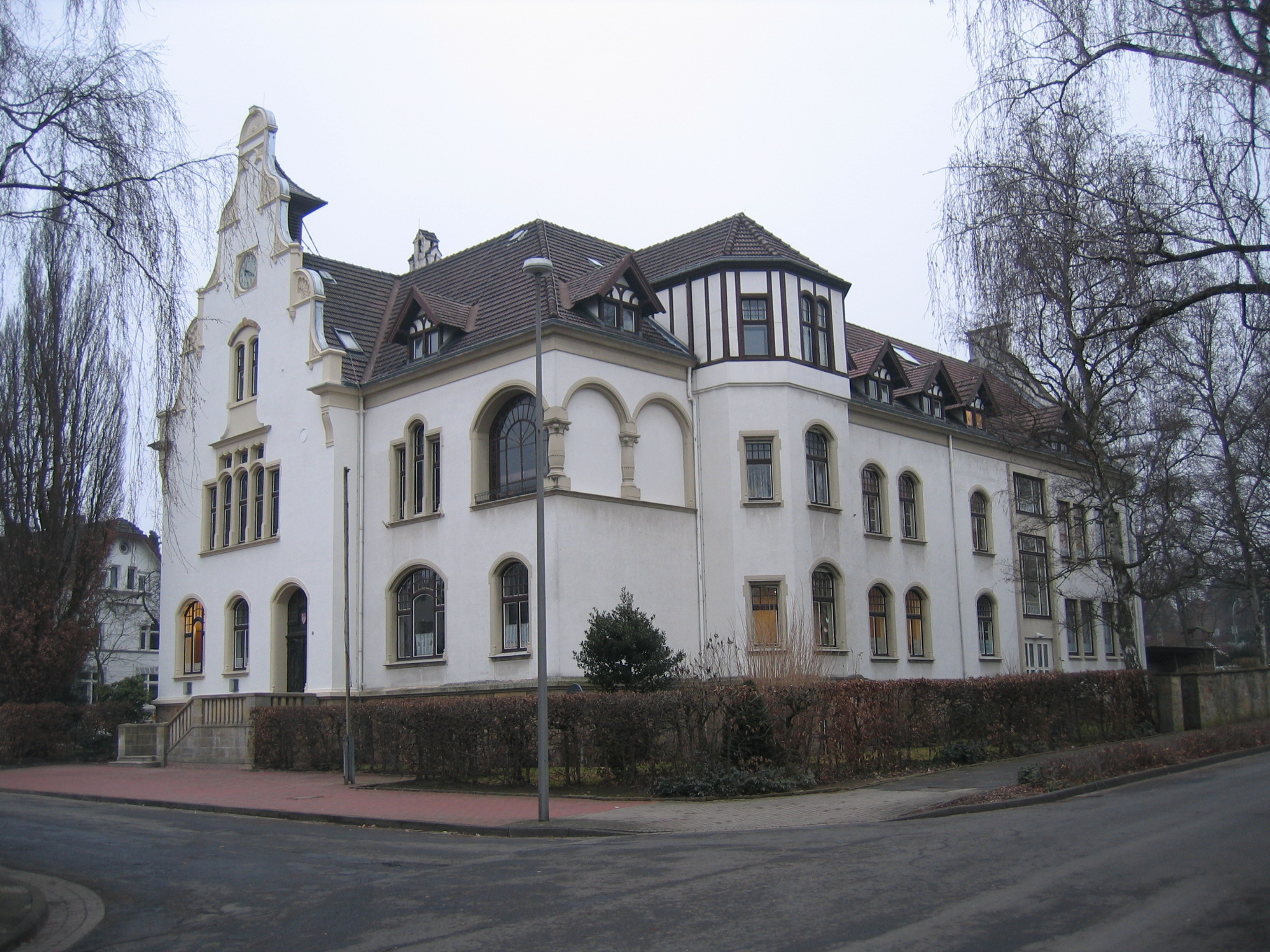
Das ehemalige Ennigloher Amtshaus

Für das Amt Ennigloh wurde 1903 in Ennigloh ein neues Amtshaus am heutigen Bünder Amtshausplatz errichtet. Der Gutsbezirk Steinlake wurde 1921/22 in das benachbarte Amt Kirchlengern umgegliedert. Das Amt Ennigloh umfasste seitdem zehn Gemeinden:
- Ahle
- Dünne
- Ennigloh
- Holsen
- Hüffen
- Hunnebrock
- Muckum
- Spradow
- Südlengern
- Werfen

Das Amt Ennigloh wurde zum 1. Januar 1969 durch das Gesetz zur Neugliederung des Landkreises Herford und der kreisfreien Stadt Herford aufgelöst. Seine zehn Gemeinden wurden mit der amtsfreien Stadt Bünde sowie der Gemeinde Bustedt aus dem Amt Herford-Hiddenhausen zu einer neuen Stadt Bünde zusammengeschlossen, die auch Rechtsnachfolgerin des Amtes ist. Teile von Südlengern und Spradow kamen zur Nachbargemeinde Kirchlengern.

## Einwohnerentwicklung
| Jahr         | Einwohner | Quelle |
| ------------ | --------- | ------ |
| Amt Bünde    |           |        |
| 1818         | 06.125    | [ 12 ] |
| 1843         | 07.334    | [ 12 ] |
| 1864         | 09.998    | [ 13 ] |
| 1871         | 10.581    | [ 14 ] |
| 1885         | 13.052    | [ 15 ] |
| Amt Ennigloh |           |        |
| 1910         | 17.468    | [ 16 ] |
| 1939         | 21.877    | [ 17 ] |
| 1950         | 28.665    | [ 18 ] |
| 1961         | 29.659    | [ 18 ] |